# Defensa Nuclear, Radiológica, Biológica y Química

Símbolos identificativos para armas o elementos "atómicos, biológicos, químicos". Los colores varían según la región.

La Defensa Nuclear, Radiológica, Biológica y Química, abreviada como NRBQ  o NBQR, se refiere tanto a las unidades militares y civiles como a los procedimientos de actuación existentes en diferentes países encargados de prevenir y mitigar ataques con armamento nuclear, radiológico, biológico y químico, o para reducir su amenaza.
Las siglas ABQ (atómico, biológico, químico), fueron comúnmente utilizadas para referirse a las unidades militares o civiles encargadas de combatir amenazas de esta clase, o a la amenaza en sí. También ha sido frecuente en todo el mundo el uso del acrónimo NBQ (nuclear, biológico, químico) o el acrónimo inglés NBC (nuclear, biological, chemical). El uso de las siglas NRBQ, en inglés CBRN (chemical, biological, radiological, nuclear), ha ido desplazando a las tradicionales NBQ.

## España
En España, el Regimiento de Defensa NBQ «Valencia» n.º 1, perteneciente al Ejército de Tierra  y creado el 1 de marzo de 2005, es la unidad más importante de la defensa frente a ataques nucleares, radiológicos, biológicos o químicos. El adiestramiento más importante para combatir esta amenaza es el denominado "Ejercicio Grifo", encomendado al Ejército de Tierra. El Cuerpo Nacional de Policía y la Guardia Civil cuentan con unidades NRBQ propias. El Grupo de Intervención en Emergencias Tecnológicas y Medioambientales de la Unidad Militar de Emergencias e incluso otros servicios de emergencias también cuentan con adiestramiento NRBQ.